# Prinsessefærger
Als Prinsessefærger wurden drei Fähren der Danske Statsbaner bezeichnet, die in den 1950er- und 1960er-Jahren gebaut und teilweise bis in die zweite Hälfte der 1990er-Jahre von den Danske Statsbaner bzw. zuletzt von der DSB Rederi auf verschiedenen Fährverbindungen in Dänemark eingesetzt wurden.
Die Fähren wurden nach dem Einsatz in Dänemark verkauft und noch einige Jahre von anderen Reedereien genutzt, bevor sie in der ersten Hälfte der 2000er-Jahre verschrottet wurden.

## Beschreibung
Die Schiffe wurden auf der Helsingør Værft in Helsingør (eine Einheit) und der Aalborg Værft in Aalborg (zwei Einheiten) gebaut. Während die auf der Aalborg Værft gebauten Einheiten Prinsesse Anne-Marie und Prinsesse Elisabeth nahezu baugleiche Schwesterschiffe waren, unterschied sich die auf der Helsingør Værft gebaute Einheit Prinsesse Benedikte deutlich von den anderen beiden Schiffen. Sie war mit rund 110 m Länge etwas länger als die anderen beiden Fähren und die Aufbauten unterschieden sich deutlich. Die Prinsesse Benedikte war eine Eisenbahnfähre und konnte auch Eisenbahnwagen befördern. Alle drei Schiffe unterschieden sich in ihren Vermessungen und Tragfähigkeiten etwas.
Die Schiffe verfügten auf dem Hauptdeck über ein durchlaufendes Deck. Dies war im vorderen Bereich der Schiffe geschlossen und über eine Zufahrt hinter einem nach oben aufklappbaren Bugvisier zugänglich. Im hinteren Bereich war das Deck nach oben offen. Am Heck befand sich ebenfalls ein nach oben aufklappbares Visier. Zur Vereinfachung des Anlegens mit dem Heck voraus war auf den Decksaufbauten eine Behelfsbrücke eingerichtet. Auf dem Hauptdeck waren auf der Prinsesse Benedikte für den Transport von Eisenbahnwagen Schienen verlegt. Die Schiffe wurden im Laufe der Zeit mehrfach umgebaut. Dabei wurden unter anderem bei der Prinsesse Anne-Marie eine Heckrampe installiert und die Prinsesse Benedikte zu einer Ro-Pax-Fähre ohne die Möglichkeit des Transportes von Eisenbahnwagen umgebaut.
Die Schiffe wurden von zwei B&W-Dieselmotoren unterschiedlicher Baumuster angetrieben, die auf zwei Propeller wirkten. Bei der Prinsesse Benedikte kamen Dieselmotoren des Typs B&W 750-VBF-90 zum Einsatz, während auf den anderen beiden Fähren Dieselmotoren des Typs B&W 950-VBF-90 verbaut waren. Die Schiffe waren mit einem Bugstrahlruder ausgestattet.
Die Schiffe waren nach Mitgliedern des dänischen Königshauses benannt.

## Schiffe

### Prinsesse Benedikte
Die Prinsesse Benedikte (IMO-Nr. 5285459) wurde unter der Baunummer 342 auf der Helsingør Værft in Helsingør gebaut. Die Kiellegung erfolgte am 17. Juni, der Stapellauf am 31. Oktober 1958. Die Fähre wurde am 20. März 1959 abgeliefert.
Die Fähre wurde auf der Fährverbindung über den Großen Belt zwischen Korsør und Nyborg in Dienst gestellt (Fährverbindung Halsskov–Knudshoved) und verkehrte hier bis 1988. Zeitweise wurde die Fähre beim Ausfall anderer Fähren z. B. durch Werftzeiten als Ersatzschiff auf den Fährverbindungen zwischen Aarhus und Kalundborg, Kopenhagen und Malmö sowie Rødbyhavn und Puttgarden eingesetzt.
1988 wurde die Fähre von Danske Statsbaner außer Dienst gestellt und noch im selben Jahr verkauft. Die in Victory I umbenannte Fähre wurde von 1989 bis 1993 im Mittelmeer im Fährverkehr zwischen Brindisi, Korfu und Igoumenitsa eingesetzt. Mitte der 1990er-Jahre wurde die Fähre mehrfach verkauft und umbenannt, zunächst 1993 in Al Nasr I, 1994 in Phoenician Sea, 1995 in Carla, 1996 in Salem Moon und 1997 in Salem Flower. Ab 1994 verkehrte sie als Al Nasr I zwischen Griechenland, Zypern und dem Libanon und später als Phoenician Sea zwischen Ägypten und Jordanien. 1996 wurde sie als Salem Moon im Roten Meer für Pilgerfahrten zwischen Sues und Dschidda eingesetzt. 1997 wurde die Fähre in Sues aufgelegt und 2001 schließlich zur Verschrottung im indischen Alang verkauft.

### Prinsesse Anne-Marie
Die Prinsesse Anne-Marie (IMO-Nr. 5285447) wurde unter der Baunummer 119 auf der Aalborg Værft in Aalborg gebaut. Der Stapellauf erfolgte am 4. Mai 1960. Die Fähre wurde am 10. Oktober 1960 abgeliefert.
Die Fähre verkehrte von 1960 bis 1985 über den Großen Belt zwischen Aarhus und Kalundborg. Nachdem sie anschließend zunächst in Knudshoved aufgelegt war, wurde sie von 1987 bis 1993 über den Öresund zwischen Helsingør und Helsingborg eingesetzt. Von September 1993 bis Mai 1994 verkehrte sie in Charter von Let Line zwischen Køge, Karlskrona und Riga. 1994 wurde die Fähre zeitweise in Charter der Reederei Driftsselskabet Grenaa-Hundested zwischen Grenaa und Hundested im Süden des Kattegats eingesetzt und verkehrte in den Folgejahren auf den Fährverbindungen zwischen Helsingør und Helsingborg sowie Korsør und Nyborg. 1997 wurde sie außer Dienst gestellt und in Nakskov aufgelegt.
1998 wurde die Fähre nach Deutschland verkauft und als Jochen Steffen von 1999 bis 2001 von der Reederei Elbe-Ferry auf der zuletzt 1981 betriebenen Fährverbindung zwischen Cuxhaven und Brunsbüttel eingesetzt. Nachdem die Fährverbindung 2001 wegen mangelnder Wirtschaftlichkeit 2001 wieder eingestellt worden war, wurde das Schiff zunächst in Cuxhaven und später in Bremerhaven aufgelegt.
2002 wurde das Schiff verkauft und in Mariam umbenannt. Später wurde der Verkauf annulliert. 2004 wurde das Schiff zur Verschrottung in Alang verkauft, wohin es als Mariam 4 überführt wurde.

### Prinsesse Elisabeth
Die Prinsesse Elisabeth (IMO-Nr. 6400288) wurde unter der Baunummer 144 auf der Aalborg Værft in Aalborg gebaut. Der Stapellauf erfolgte am 29. Oktober 1963. Die Fähre wurde am 16. März 1964 abgeliefert.
Die Fähre verkehrte von 1964 bis 1986 zwischen Aarhus und Kalundborg. Im Sommer 1986 wurde sie vorübergehend zwischen Kalundborg und Kolby Kås eingesetzt und anschließend in Nakskov aufgelegt. Von 1987 bis 1997 verkehrte sie über den Öresund zwischen Helsingør und Helsingborg sowie über den Großen Belt zwischen Korsør und Nyborg.
1998 wurde die Fähre nach Deutschland verkauft und als Hinrich-Wilhelm Kopf von 1999 bis 2001 von der Reederei Elbe-Ferry zwischen Cuxhaven und Brunsbüttel eingesetzt. Nach der Einstellung der Fährverbindung 2001 wurde das Schiff zunächst in Cuxhaven und später in Bremerhaven aufgelegt.
2002 wurde das Schiff verkauft und in Heba umbenannt. Später wurde der Verkauf annulliert. 2004 wurde das Schiff zur Verschrottung in Alang verkauft und als Heba 4 nach Indien überführt.